# Sașa Pană

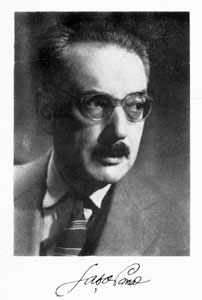
Sașa Pană

Sașa Pană, eigentlich Alexandru Binder, (* 8. August 1902 in Bukarest; † 22. August 1981 ebenda) war ein Lyriker, Novellist und Kurzgeschichten-Schreiber der rumänischen Avantgarde.

## Leben und Werk
Einer jüdischen Familie entstammend studierte er Medizin in Iași und Bukarest und war 1927 ausgebildeter Militärarzt. Jedoch war er mehr an einer literarischen Karriere interessiert, die 1925 begann, als er Symbolismus-inspirierte Lyrik unter dem Titel Răbojul unui muritor.
Pană war vor allem an dadaistischen, später an  surrealistischen Themen interessiert. 1928 gab er die Avantgarde-Zeitschrift unu heraus. Im Verlag gleichen Namens veröffentlichte er neben eigenen Büchern auch Werke von Urmuz, Tristan Tzara, Stephan Roll und Ilarie Voronca.
Für sein Schreiben adaptierte er die Technik des Surrealistischen Automatismus von André Breton – Diagrame (1930), Echinox orbitor (1931) und Viaţa romanţată a lui Dumnezeu (1932). Spätere Veröffentlichungen Panăs öffnen dagegen seine Stilistik in Richtung traditionellerer Schreibtechniken.
Viele seiner Buch-Veröffentlichungen wurden von bekannten Künstlern wie M. H. Maxy, Victor Brauner, Marcel Janco, Man Ray und Pablo Picasso illustriert.